# صافي بوتلة
صافي بوتلة 6 يناير 1950 في بيرمازينس بألمانيا. هو موسيقي وملحن جزائري، عمل مع مغنيين مثل الشاب خالد عام 1988 وسجل ألبوم بعنوان كوتشي. وهو والد الممثلة والراقصة صوفيا بوتلة.

## روابط خارجية
- صافي بوتلة على موقع IMDb (الإنجليزية)
- صافي بوتلة على موقع ألو سيني (الفرنسية)
- صافي بوتلة على موقع ميوزك برينز (الإنجليزية)
- صافي بوتلة على موقع أول موفي (الإنجليزية)
- صافي بوتلة على موقع قاعدة بيانات الأفلام السويدية (السويدية)
- صافي بوتلة على موقع ديسكوغز (الإنجليزية)
- صافي بوتلة على موقع قاعدة بيانات الفيلم (الإنجليزية)
- صافي بوتلة على موقع كينوبويسك (الروسية)